# Jack Ramsay
John Travilla Ramsay, detto Jack (Filadelfia, 21 febbraio 1925 – Naples, 28 aprile 2014), è stato un cestista, allenatore di pallacanestro e dirigente sportivo statunitense, professionista come coach nella NBA.
È membro del Naismith Memorial Basketball Hall of Fame dal 1992, come allenatore.

## Statistiche

### Allenatore
| Stagione | Squadra             | Regular Season | Regular Season | Regular Season | Regular Season | Regular Season          | Post Season                                                   |
| Stagione | Squadra             | V              | P              | % V            | G              | Posizione finale        | Post Season                                                   |
| -------- | ------------------- | -------------- | -------------- | -------------- | -------------- | ----------------------- | ------------------------------------------------------------- |
| 1968-69  | Philadelphia 76ers  | 55             | 27             | 67,1           | 82             | 2º in Eastern Division  | Sconfitto alle Semifinali di Conference dai Celtics (1-4)     |
| 1969-70  | Philadelphia 76ers  | 42             | 40             | 51,2           | 82             | 4º in Eastern Division  | Sconfitto alle Semifinali di Conference dai Bucks (1-4)       |
| 1970-71  | Philadelphia 76ers  | 47             | 35             | 57,3           | 82             | 2º in Atlantic Division | Sconfitto alle Semifinali di Conference dai Bullets (3-4)     |
| 1971-72  | Philadelphia 76ers  | 30             | 52             | 36,6           | 82             | 3º in Atlantic Division | Manca i play-off                                              |
| 1972-73  | Buffalo Braves      | 21             | 61             | 25,6           | 82             | 3º in Atlantic Division | Manca i play-off                                              |
| 1973-74  | Buffalo Braves      | 42             | 40             | 51,2           | 82             | 3º in Atlantic Division | Sconfitto alle Semifinali di Conference dai Celtics (2-4)     |
| 1974-75  | Buffalo Braves      | 49             | 33             | 59,8           | 82             | 2º in Atlantic Division | Sconfitto alle Semifinali di Conference dai Bullets (2-4)     |
| 1975-76  | Buffalo Braves      | 46             | 36             | 56,1           | 82             | 2º in Atlantic Division | Sconfitto alle Semifinali di Conference dai Celtics (2-4)     |
| 1976-77  | Portland T. Blazers | 49             | 33             | 59,8           | 82             | 2º in Pacific Division  | Campione NBA                                                  |
| 1977-78  | Portland T. Blazers | 58             | 24             | 70,7           | 82             | 1º in Pacific Division  | Sconfitto alle Semifinali di Conference dai Supersonics (2-4) |
| 1978-79  | Portland T. Blazers | 45             | 37             | 54,9           | 82             | 4º in Pacific Division  | Sconfitto al Primo Round dai Suns (1-2)                       |
| 1979-80  | Portland T. Blazers | 38             | 44             | 46,3           | 82             | 4º in Pacific Division  | Sconfitto al Primo Round dai Supersonics (1-2)                |
| 1980-81  | Portland T. Blazers | 45             | 37             | 54,9           | 82             | 3º in Pacific Division  | Sconfitto al Primo Round dai Kings (1-2)                      |
| 1981-82  | Portland T. Blazers | 42             | 40             | 51,2           | 82             | 5º in Pacific Division  | Manca i play-off                                              |
| 1982-83  | Portland T. Blazers | 46             | 36             | 56,1           | 82             | 4º in Pacific Division  | Sconfitto alle Semifinali di Conference dai Lakers (1-4)      |
| 1983-84  | Portland T. Blazers | 48             | 34             | 58,5           | 82             | 2º in Pacific Division  | Sconfitto al Primo Round dai Suns (2-3)                       |
| 1984-85  | Portland T. Blazers | 42             | 40             | 51,2           | 82             | 2º in Pacific Division  | Sconfitto alle Semifinali di Conference dai Lakers (1-4)      |
| 1985-86  | Portland T. Blazers | 40             | 42             | 48,2           | 82             | 2º in Pacific Division  | Sconfitto al Primo Round dai Nuggets (1-3)                    |
| 1986-87  | Indiana Pacers      | 41             | 41             | 50,0           | 82             | 4º in Central Division  | Sconfitto al Primo Round dai Hawks (1-3)                      |
| 1987-88  | Indiana Pacers      | 38             | 44             | 46,3           | 82             | 6º in Central Division  | Manca i play-off                                              |
| 1988-89  | Indiana Pacers      | 0              | 7              | 0,0            | 7              | -                       | -                                                             |
|          | Carriera            | 864            | 783            | 52,5           | 1647           |                         |                                                               |

## Palmarès

### Allenatore
- Campionato NBA: 1

Portland Trail Blazers: 1977
- Allenatore all'NBA All-Star Game (1978)
- Inserito tra i Top 10 Coaches in NBA History nel 1996
- Inserito tra i 15 Greatest Coaches in NBA History nel 2022

### General Manager
- Campionato NBA: 1

Philadelphia 76ers: 1967